# 綺麗ア・ラ・モード
『綺麗ア・ラ・モード』（きれい‐）は、中川翔子の7作目のシングル。2008年10月22日にリリース。

## 作品概要
- CD+DVD盤、CD盤の2パターンでリリース。
- 作詞・作曲については全曲松本隆と筒美京平が担当している。
- 3曲目の「約束」は、現在女優として活躍する原日出子が、1981年に歌手として発表した曲のカバー。
- ライムスターの宇多丸がラジオ「ライムスター宇多丸のウィークエンド・シャッフル」及び雑誌「BUBKA」誌上にて、この曲を絶賛。 ダイノジの大谷ノブ彦も、自身のブログにて同様に絶賛。
- 作詞を手がけた松本隆は本作について、｢筒美京平とともに80年代っぽい曲を作って欲しいと依頼された｣と語っている。また、本作の数ヶ月前にリリースされた中島愛の｢星間飛行｣(2008年6月)、ゴスペラーズの｢ローレライ｣(2008年7月)から本作へ至る、自身が作詞を手がけた曲の流れについて、｢時代が80年代みたいな色の濃いものを欲しがっているんじゃないかと思う｣と評している。

## 収録曲
CD
1. 綺麗ア・ラ・モード [4:50]
作詞：松本隆、作曲：筒美京平、編曲：本間昭光
2. カミツレ [4:30]
作詞：松本隆、作曲：筒美京平、編曲：Fink bro.
3. 約束 [4:10]
作詞：松本隆、作曲：筒美京平、編曲：黒須克彦
4. 綺麗ア・ラ・モード-Instrumental- [4:48]

DVD
1. 綺麗ア・ラ・モード -ミュージッククリップ-
2. Making of 綺麗ア・ラ・モード

## 仕様
CD+DVD
- 販売生産番号：SRCL-6880/1
- しょこたんカード型カレンダー-type.A-（2009年1～6月）

CDのみ
- 販売生産番号：SRCL-6882
- しょこたんカード型カレンダー-type.B-（2009年1～6月）

## タイアップ
綺麗ア・ラ・モード
- 不二家「LOOK ロイヤルモード」CMソング